# Villard blanc
Le villard blanc est un cépage de raisins blancs.

## Origine et répartition géographique
Le villard blanc est une obtention de Seyve-Villard en croisant Seibel 6468 x Seibel 6905 dans les installations de Saint Vallier dans le département Drôme.
L'Hybride producteur direct est toujours autorisé en France mais la superficie cultivée est en régression nette passant de 21.396 hectares en 1968 à 1.129 hectares en 1998. Le cépage fait partie de la liste des classements de cépages pour la production de vin suivant l’Article 20 du règlement (CE) no 1227/200.)
Des petites plantations sont connues aux États-Unis, au Brésil, au Japon, au Mexique et en Hongrie.
Par Gerhardt Alleweldt et Alfred Galibert, le cépage a servi de géniteur de nouveaux croisements tels que Bianca, Sirius, Phoenix, Orion, Staufer et Nero.

## Caractères ampélographiques
- Extrémité du jeune rameau aranéeux blanc.
- Jeune feuilles glabres, très bronzées.
- Feuilles adultes, à 5 lobes avec des étroits, un sinus pétiolaire en lyre ouverte, des dents ogivales, très longues et très étroits, un limbe glabre.

## Aptitudes culturales
La maturité est de deuxième époque tardive : 20 jours après le chasselas.

## Potentiel technologique
Les grappes sont grandes et les baies sont de taille grosse. La grappe tronconique est moyennement lâche. Le cépage craint l'oïdium et l’anthracnose mais resiste bien au mildiou. Le goût de la chair pulpeuse est assez simple.
Le vin blanc est d’un jaune clair. Il est assez alcoolique et un peu amer. Il sert de base de vin de table ou de produit pour la distillation.

## Synonymes
Le villard blanc est connu sous les noms Seyve-Villard 12-375, SV 12-375.